# Gøtueiði
Gøtueiði eller Undir Gøtueiði (IPA: [ˈgøtʊˌaijɪ], danska: Gøteejde) är en ort på Färöarna, belägen på mitten av ön Eysturoy och är en av en tio kilometer lång rad med byar längs östkusten av Skálafjørður. Gøtueiði är beläget långt inne i fjorden. Byn grundades år 1850 och har idag vuxit i riktning mot grannbyn Skipanes i Runavíks kommun. Tillsammans med Skipanes i Runavíks kommun bildar det ett litet sammanväxt samhälle. En liten bäck fungerar som en gräns mellan de två bosättningarna. Vid folkräkningen 2015 hade Gøtueiði 28 invånare och administrativt tillhör byn Eysturkommuna.
Under 1980-talet hölls ett flertal religiösa tältmöten i Gøtueiði.

## Etymologi
"Gøta" härstammar troligtvis från den färdväg som går genom området sedan århundraden tillbaka eftersom "gøta" betyder gata. Orterna Norðragøta, Syðrugøta, Gøtugjógv och Gøtueiði, som alla finns i samma kommun; Eysturkommuna, betyder därmed Norrgata, Sydgata, Gatklyfta och Gatände. Namnet böjs Gøtu ([gøːto]) i dativ och genitiv.

## Befolkningsutveckling
| Befolkningsutvecklingen i Undir Gøtueiði 1985–2015 | Befolkningsutvecklingen i Undir Gøtueiði 1985–2015 | Befolkningsutvecklingen i Undir Gøtueiði 1985–2015 | Befolkningsutvecklingen i Undir Gøtueiði 1985–2015 | Befolkningsutvecklingen i Undir Gøtueiði 1985–2015 |
| -------------------------------------------------- | -------------------------------------------------- | -------------------------------------------------- | -------------------------------------------------- | -------------------------------------------------- |
|                                                    |                                                    |                                                    |                                                    |                                                    |
| År                                                 |                                                    |                                                    | Folkmängd                                          |                                                    |
| 1985                                               | 1985                                               |                                                    | 46                                                 |                                                    |
| 1990                                               | 1990                                               |                                                    | 53                                                 |                                                    |
| 1995                                               | 1995                                               |                                                    | 38                                                 |                                                    |
| 2000                                               | 2000                                               |                                                    | 37                                                 |                                                    |
| 2005                                               | 2005                                               |                                                    | 36                                                 |                                                    |
| 2010                                               | 2010                                               |                                                    | 35                                                 |                                                    |
| 2015                                               | 2015                                               |                                                    | 28                                                 |                                                    |
|                                                    |                                                    |                                                    |                                                    |                                                    |